# Bodiluddelingen 1962
Bodiluddelingen 1962 blev afholdt i 1962 i Imperial i København og markerede den 15. gang at Bodilprisen blev uddelt.
Efter elleve års "pause" i kategorien modtog Henning Moritzen prisen for bedste mandlige birolle for sin rolle i Bent Christensens film Harry og kammertjeneren, som også blev modtager af prisen for bedste danske film.

## Vindere
| Bedste mandlige hovedrolle                     | Bedste kvindelige hovedrolle            |
| ---------------------------------------------- | --------------------------------------- |
| - John Price for Duellen                       | - ikke uddelt                           |
| Bedste mandlige birolle                        | Bedste kvindelige birolle               |
| - Henning Moritzen for Harry og kammertjeneren | - ikke uddelt                           |
| Bedste danske film                             | Bedste ikke-europæiske film             |
| - Harry og kammertjeneren af Bent Christensen  | - ' Dommen i Nürnberg af Stanley Kramer |
| Bedste europæiske film                         | Bedste dokumentarfilm                   |
| - Rocco og hans brødre af Luchino Visconti     | - ikke uddelt                           |